# Love me, Love you
「Love me, Love you」（ラブ・ミー・ラブ・ユー）は、日本のロックバンド・Mrs. GREEN APPLEの6作目のシングル。

## 概要
- 前作「WanteD! WanteD! (KERENMI Remix)」から約2ヶ月ぶり、マキシシングルとしては「WanteD! WanteD!」から7ヶ月ぶりのシングルにして、アルバム『ENSEMBLE』からの先行シングルでもある。
- 表題曲は発売当時はノンタイアップだったが、後に平祐奈主演のドラマ『御曹司ボーイズ』の主題歌に起用された。ドラマ主題歌を担当するのは、4thシングル「どこかで日は昇る」から3作連続となった。さらに2024年4月からは『ひろしま満点ママ!!』（テレビ新広島）でオープニングテーマとして使用されている。
- カップリング曲の「Log (feat.坂口有望)」は、坂口有望をフィーチャリングに招いている。フィーチャリングを招いて制作されたのは自身初となる。
- ジャケットの異なる初回限定盤と通常盤の2形態で発売された。初回限定盤には特典として表題曲のミュージック・ビデオとメイキング映像、2017年7月15日に 日比谷野外大音楽堂で行われた『ゼンジン未到とロワジール』から「Oz」「CONFLICT」「うブ」「WanteD! WanteD!」「我逢人」のライブ映像、カップリング曲「春愁」の合唱バージョンが収録されたDVDが同梱された[1][2]。

## 収録曲
1. Love me, Love you ［4:46］
作詞・作曲・編曲：大森元貴
ホーンアレンジ：伊藤賢
前年に藤澤を除いたメンバーで東京ディズニーシーに行った際に、パーク内にあるアメリカンウォーターフロントに刺激を受け、ミュージカルを意識して制作された楽曲。歌詞は恋愛をテーマにしており、当時の若者が現実味を帯びなくなっている恋や愛を、意図して華やかなショーのように描いている。大森曰く「誰かを愛したり愛されたりする恋愛による繋がりを書きたかった」とのこと[3]。
ミュージック・ビデオは関東近郊のダンスホールでエキストラを交えて撮影された。パーティ会場に迷い込んだ男女がアクシデントに見舞われながらも、羞恥心を捨てて他の観客と一緒に踊るというストーリーが描かれたおり、大森が給仕に扮してカクテルを運ぶシーンも登場する[4]。2019年4月からドラマ『御曹司ボーイズ』の主題歌となる。
2. Log (feat. 坂口有望) ［5:16］
作詞：大森元貴、坂口有望
作曲：大森元貴、Kan Sano
編曲：Kan Sano
前年に5thシングルの表題曲「WanteD! WanteD!」でオープニングテーマを担当したドラマ『僕たちがやりました』の劇伴を務めていたKan Sanoと一緒にやりたいという思いで制作された楽曲。自身初の大森が編曲には参加せず、作詞と作曲も共作という試みをしている。歌詞はデュエットに多く散見される恋愛ソングではなく、フィーチャリングに招いたのが当時高校生だった坂口ということもあり、若者が感じる劣等感や葛藤をテーマに描かれている[3]。
3. 春愁 ［3:03］
作詞・作曲・編曲：大森元貴
ライブでは発売前から既に未発表曲として披露されており、大森が高校の卒業式の翌日に制作された楽曲。卒業に伴う心境が描かれているバラード[3]。
ミュージック・ビデオはサントリー『クラフトボス』とのコラボレーションである。平凡な学生生活を送っていた湯川玲菜演じる主人公の周りから一瞬で人がいなくなり、当たり前だった人の大切さを実感する物語と、早稲田大学系属早稲田実業学校中等部・高等部の音楽部合唱班による合唱バージョンの2種類制作された。合唱バージョンは、メンバーの「学生に聴いてもらいたい。歌い継いでもらえたら嬉しい」という意向に賛同した同校による協力のもとに制作された。また、この楽曲のピアノ譜面と伴奏音源を期間限定で無料ダウンロードできる「春愁」の特設サイトが開設された[5]。

## 参加ミュージシャン
Mrs. GREEN APPLE
- 大森元貴：Vocal & Chorus & Programming (#1)
- 若井滉斗：Electric Guitar (#1)
- 山中綾華：Drums (#1)
- 藤澤涼架：Acoustic Piano (#1)
- 髙野清宗：Electric Bass & Contrabass (#1)

Additional Musician
- 坂口有望：Vocal (#2)
- 伊藤賢：Additional Synthesizer Programming (#1)
- 小澤篤士：Trumpet (#1)
- 高荒海：Trumpet (#1)
- 大郷良知：Sax (#1)
- 半田信英：Trombone (#1)

## タイアップ
- AbemaTV配信・TOKYO MX系ドラマ『御曹司ボーイズ』主題歌 (#1)
- テレビ新広島制作情報番組『ひろしま満点ママ!!』2024年度オープニングテーマ (#1)

## 収録アルバム
- ENSEMBLE (#1)
- 5 (#1)